# Karl Heinrich Schellbach
Karl Heinrich Schellbach (Eisleben, 25 de dezembro de 1805 – Berlim, 29 de maio de 1892) foi um matemático alemão.
A partir de 1825 estudou matemática, física e filosofia em Halle com Johann Schweigger. Obteve um doutorado em 1834 na Universidade de Jena. Em 1841 foi professor no Friedrich Wilhelm Gymnasium em Berlim.
Deu aulas particulares de matemática para o príncipe herdeiro da Prússia Frederico III da Alemanha, que patrocinou a criação do Observatório Solar de Potsdam e da Physikalisch-Technische Bundesanstalt em Charlottenburg.